# Hippaliosina inarmata
Hippaliosina inarmata is een mosdiertjessoort uit de familie van de Hippaliosinidae. De wetenschappelijke naam van de soort is voor het eerst geldig gepubliceerd in 1952 door Osburn.